# 室生郵便局
室生郵便局（むろうゆうびんきょく）は、奈良県宇陀市にある郵便局。民営化前の分類では集配特定郵便局であった。

## 概要
住所：〒633-0499奈良県宇陀市室生1323-1

## 沿革
- 1932年（昭和7年）4月1日 - 開局
- 2007年（平成19年）
  - 3月5日 - ゆうゆう窓口（郵便時間外窓口）を廃止し、配達センター局に移行。
  - 10月1日 - 民営化に伴い、併設された郵便事業大和榛原支店室生集配センターに一部業務を移管。
- 2012年（平成24年）10月1日 - 日本郵便株式会社発足に伴い、郵便事業大和榛原支店室生集配センターを室生郵便局に統合。

## 取扱内容
- 郵便・印紙・ゆうパック・内容証明
- 貯金・為替・振替・振込・国際送金・国債
- 生命保険・バイク自賠責保険
- ゆうちょ銀行ATM
- 宇陀市内一部地域（633-04xx域）の集配業務

## 風景印
- 図柄は室生寺金堂と五重塔、シャクナゲ。局名表示は「奈良　室生」
- 使用開始日は1955年（昭和30年）4月1日

## 周辺
- 室生寺
- 室生トンネル
- 室生駐在所
- 室生川

## アクセス
- 奈良県道28号沿い
- 駐車場あり：4台